# Newtonmeter

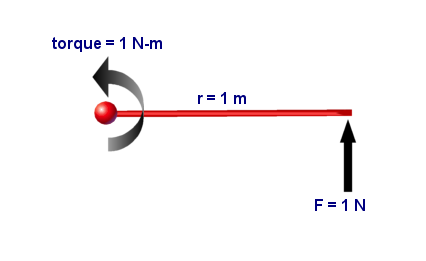
Vridmomentet 1 Nm kan åstadkommas med en kraft på 1 N som angriper på ett avstånd på 1 m från rotationsaxeln.

Newtonmeter, Nm, är SI-enheten för vridmoment, definierad som det vridmoment som uppstår då kraften 1 newton appliceras i rotationsriktningen på ett avstånd av 1 meter från rotationsaxeln.
Newtonmeter är även en enhet för mekaniskt arbete, då definierad som energin som krävs för att övervinna en kraft på 1 newton över sträckan 1 meter. Med andra ord är 1 newtonmeter ungefär lika med det mekaniska arbetet som krävs för att lyfta en tyngd på 0,1 kilogram 1 meter rakt upp. 
1 newtonmeter = joule = wattsekund vilket är de rekommenderade termerna för mekaniskt arbete.
Dessa användningar av begreppet newtonmeter är sammankopplade på så sätt att ett vridmoment om 1 Nm som utövas över en vridningsvinkel på 1 radian ≈ 57,3 grader motsvaras av ett mekaniskt arbete på 1 Nm.
Då effekt är mekaniskt arbete per tidsenhet kan effekten för en motor anges som vridmomentet multiplicerat med vinkelhastigheten uttryckt som radianer/sekund. Till exempel angavs för den klassiska bilen Volvo P1800 med B18-motor att den hade ett största vridmoment på 140 Nm vid ett varvtal på 3 500 varv/minut. Detta varvtal motsvarar en vinkelhastighet på 3 500 / 60 * 2 * pi = 366,5 radianer/sekund och en effekt på 140 * 366,5 = 51,3 kW eller 69,8 hästkrafter. Toppeffekten angavs till 97 hästkrafter vid 5 800 varv/min, vilket motsvarade ett vridmoment på 117 Nm.

## Andra enheter

### Kilopondmeter
En äldre enhet för vridmoment är kilopondmeter, som är det vridmoment som uppstår om tyngdkraften som verkar på en massa med 1 kg appliceras i rotationsriktningen på ett avstånd av 1 meter från rotationsaxeln. 1 kilopondmeter motsvarar 9,80665 Nm.
I definitionen av kilopondmeter används ett referensvärde för tyngdaccelerationen på 9,80665 m/s2. Den verkliga tyngdaccelerationen varierar mellan omkring 9,78 m/s2 vid ekvatorn och omkring 9,83 m/s2 vid polerna.

### Amerikanska enheter
I USA förekommer enheten pound-foot med förkortningen lbf·ft, samt inch-pound med förkortningen lbf·in. 1 pound-foot är det vridmoment som uppstår om tyngdkraften som verkar på en massa med 1 pound (lb) appliceras i rotationsriktningen på ett avstånd av 1 fot (ft) från rotationsaxeln. 1 lbf·ft motsvarar 1,355818 Nm. 1 lbf·in motsvarar på liknande sätt 0,1129848 Nm.
Vridmoment och mekaniskt arbete har samma enhet trots att det är två olika koncept. Med amerikanska enheter anges traditionellt vridmoment som pound feet medan mekaniskt arbete anges som foot pounds.
I dessa definitioner används ett referensvärde för tyngdaccelerationen på 9,80665 m/s2. Den verkliga tyngdaccelerationen varierar mellan omkring 9,78 m/s2 vid ekvatorn och omkring 9,83 m/s2 vid polerna.

## Omvandlingstabell
I tabellen visas omvandlingar mellan dessa olika enheter. Varje horisontell rad anger vad en angivelse motsvarar uttryckt i andra enheter.
Exempel: Ett vridmoment på 1 lbf·ft motsvarar cirka 1,4 Nm, och 1 kpm motsvar cirka 7,2 lbf·ft.
|          | Nm    | kpm   | lbf·ft | lbf·in |
| -------- | ----- | ----- | ------ | ------ |
| 1 Nm     | 1     | 0,102 | 0,738  | 8,851  |
| 1 kpm    | 9,807 | 1     | 7,233  | 86,796 |
| 1 lbf·ft | 1,356 | 0,138 | 1      | 12     |
| 1 lbf·in | 0,113 | 0,012 | 0,083  | 1      |